# 韓璽
韓璽（？—17世紀），字獻之，萊州府掖縣人，明朝、南明軍事人物。

## 生平
韓璽是諸生出身，懂得兵法，李九成圍城時曾提供賦銀、協助守城；又跟隨楊御蕃解除登州敵軍包圍，以守備屯駐德州、寶坻，剿滅岮㞦、廣鹿島的海盜有功，調往守衛黃河。之後韓璽在武陽抓拿李自成的前鋒，在熒澤平定虎喇喇，在虎牢木蘭店擊敗李際遇、高傑。開封失陷，他保護周王朱恭枵和高名衡離開；到懷慶遭攻破，他又保護潞王朱常淓、崇王朱由樻南下。馬士英命他在白露橋遏止流寇，剿平川兵作亂，後來和卜從善在蕪湖投降清朝，後事不詳。